# 骨太の方針2013
骨太の方針2013（ほねぶとのほうしん2013）、経済財政運営と改革の基本方針 〜脱デフレ・経済再生〜（けいざいざいせいうんえいとかいかくのきほんほうしん 〜だつでふれ・けいざいさいせい〜）は、2013年6月14日に閣議決定された政策の基本方針である。

## 概要
- デフレ脱却・日本経済再生と目指すべき姿
バブル崩壊以降、日本経済は約20年間、総じて低い経済成長に甘んじてきたとされている。更に日本経済は戦後始めて、また、世界の中でも例外的にデフレとなった。こうした約20年にわたるデフレと景気低迷から脱出することが、国内の最優先課題となった。
  - デフレからの早期脱却と「再生の10年」に向けた基本戦略
    1. 第一の矢「大胆な金融緩和」
    2. 第二の矢「機動的な財政政策」
    3. 第三の矢「民間投資を喚起する成長戦略」
    4. 企業から家計への波及、雇用と所得の増加へ
    5. 経済再生と財政健全化の好循環
今後、日本経済の再生を実現していくためには、持続可能な財政と社会保障を構築していく必要がある。経済再生が財政健全化を促し、財政健全化の発展が経済再生の一段の発展に寄与するという好循環を目指す。
    6. 「再生の10年」を通じたマクロ経済の姿と道筋
- 強い日本、強い経済、豊かで安全・安心な生活の実現
  1. 成長戦略の基本設計
    1. 日本産業再興プラン
      1. 民間投資の拡大等
      2. 人材活用と人材育成の強化
      3. 科学技術イノベーションの促進等
      4. 成長を促進する金融、公的・準公的資金の運用等
      5. 規制改革等
総理主導の下、大胆な規制改革等を実行するための協力な体制を構築して国家戦略として取り組む「国家戦略特区」を創設する。

    2. 戦略市場創造プラン
    3. 国際展開戦略

  2. 復興の加速等
  3. 教育等を通じた能力・個性を発揮するための基盤強化
  4. 地域・農林水産業・中小企業等の再生なくして、日本の再生なし
  5. 長期的に持続可能な経済社会の基盤確保
  6. 強い経済、豊かな生活を支える公的部門の改革
    1. 行政改革等の推進
      1. 徹底した無駄の排除
      2. 特別会計改革・独立行政法人改革

    2. 地方分権改革の推進等
    3. 公的市場への民間参入促進
    4. 世界再興水準の電子政府の実現
- 経済再生と財政健全化の両立
  - 経済再生と財政健全化の両立に向けた基本的考え方
    1. デフレからの脱却、景気回復、経済再生を実現する
    2. 経済社会構造の変化に対応した成長戦略と財政構造の構築に取り組む
    3. 財政の質を歳出・歳入両面で徹底して高める
    4. 頑張るもの（人、企業、地域）が報われる仕組みへ改革を進めると同時に助けを必要とする人を支援し、再チャレンジの仕組みを整備する
    5. 持続的成長と財政健全化をともに実現する税制とする
- 平成26年度予算編成に向けた基本的な考え方
  - 平成26年度予算の在り方
民間主導の経済成長と財政健全化目標の双方の達成を目指し、メリハリのついた予算とする。その際、本基本方針や「日本再興戦略」を踏まえ、民間需要や民間のイノベーションの誘発効果が高いもの、緊急性の高いもの、規制改革と一体として講じるものを重視する。

## 評価
経団連会長（当時）の米倉弘昌は､「民間主導の経済成長を促す内容となったことを高く評価する」と述べた上で、法人実効税率の引き下げや更なる規制改革など、切れ目のない成長戦略に取り組むよう求めていた。